# János Veiczi
János Veiczi, né le 30 septembre 1924 à Budapest et mort le 26 juin 1987 à Berlin-Est, est un réalisateur et scénariste hongro-est-allemand.

## Filmographie non exhaustive

### En tant que réalisateur
- 1956 : Zwischenfall in Benderath (de)
- 1957 : Reportage 57 (de)
- 1960 : Schritt für Schritt
- 1963 : Strictement confidentiel (For Eyes Only)
- 1967 : Et l'Angleterre sera détruite (Die gefrorenen Blitze)
- 1969 : Rendezvous mit unbekannt (de), série télévisée
- 1971 : Anflug Alpha 1 (de)
- 1977 : Ich will euch sehen (ru) (Ich will euch sehen)